# Coupe de France 1968/69
Der Wettbewerb um die Coupe de France in der Saison 1968/69 war die 52. Ausspielung des französischen Fußballpokals für Männermannschaften. In diesem Jahr meldeten 1.377 Vereine.
Titelverteidiger war die AS Saint-Étienne, die in diesem Jahr im Achtelfinale ausschied. Gewinner der Trophäe wurde Olympique Marseille. Dies war sein siebter Pokalsieg bei der zehnten Finalteilnahme; Marseilles letzter Erfolg lag allerdings bereits 26 Jahre zurück und war erst nach einem Wiederholungsspiel gegen die Girondins Bordeaux errungen worden – den gleichen Gegner wie im diesjährigen Endspiel. Die Girondins standen 1969 auch schon zum sechsten Mal in einem Finale – zuletzt war dies 12 Monate zuvor der Fall gewesen –; gewonnen hatten sie davon aber nur ein einziges, nämlich das von 1941.
Mehrere unterklassige Klubs kamen im Wettbewerb 1968/69 relativ weit. So brachte es der Zweitdivisionär SCO Angers bis ins Halbfinale, wo er sich dem späteren Pokalsieger nur knapp beugen musste. Und von den Amateurmannschaften standen gleich drei Drittligisten in der Runde der besten acht: dort schieden FC Gueugnon, FC Mulhouse und Stade Saint-Germain allerdings „im Gleichschritt“ aus.
Nach den von den regionalen Untergliederungen des Landesverbands FFF organisierten Qualifikationsrunden griffen ab der Runde der letzten 64 Mannschaften auch die 18 Erstligisten in den Wettbewerb ein. Die Paarungen wurden für jede Runde frei ausgelost. Im Zweiunddreißigstel- und Sechzehntelfinale gab es nur jeweils eine Partie auf neutralem Platz. Endete eine Begegnung auch nach Verlängerung unentschieden, wurden solange Wiederholungsspiele ausgetragen, bis ein Sieger feststand. Vom Achtel- bis zum Halbfinale wurden die Spielpaarungen in Hin- und Rückspielen entschieden; dieser Modus wurde ab dieser Saison auf Wunsch der Erstdivisionäre eingeführt, die sich davon höhere Einnahmen erhofften. Gab es danach Torgleichstand der beiden Mannschaften – auswärts erzielte Treffer zählten nicht doppelt –, wurde ein Entscheidungsspiel auf neutralem Platz ausgetragen.

## Zweiunddreißigstelfinale
Spiele am 12., Wiederholungsmatches am 19. Januar 1969. Die Vereine der beiden professionellen Ligen sind mit D1 bzw. D2 bezeichnet, diejenigen der landesweiten Amateurspielklasse mit CFA, die höchsten regionalen Amateurligen als DH bzw. PH („Division d’Honneur“ bzw. „Promotion d’Honneur“).
| - Stade Saint-Germain CFA – AC Ajaccio D1 3:2 - FC Metz D1 – SO Merlebach CFA 2:0 - EDS Montluçon CFA – FA Cournon-Le Cendre CFA 4:1 - FC Nantes D1 – FC Limoges D2 6:3 - OGC Nizza D1 – Entente Bagneaux-Fontainebleau-Nemours CFA 2:1 - Olympique Nîmes D2 – SC Challans DH 1:1 n. V., 6:1 - Stade Reims D2 – FC Saint-Louis 1911 CFA 3:2 n. V. - Olympique Marseille D1 – Olympique Avignon D2 1:0 - AS Saint-Étienne D1 – UO Albertville DH 3:0 - Stade Mont-de-Marsan CFA – FC Lorient D2 3:0 - Red Star Paris D1 – SEC Bastia D1 4:1 - Racing Paris-Sedan D1 – CA Mantes CFA 4:0 - AS Strasbourg CFA – RCFC Besançon D2 3:2 - RC Strasbourg D1 – FC Sochaux D1 2:1 n. V. - Sporting Toulon D2 – AS Montferrand CFA 2:0 - US Valenciennes D1 – US Dunkerque D2 1:0 | - Stade Rennes UC D1 – Bagnères-Luchon Sports CFA 11:1 - AC Évreux DH – CO Roubaix-Tourcoing DH 2:1 - AS Aix D2 – AS Cannes D2 2:1 - SCO Angers D2 – SM Caen CFA 2:1 - AS Angoulême D2 – AS Béziers D2 3:0 - RC Bollène DH – RC Agathois Agde DH 1:2, 2:0 (a) - Girondins Bordeaux D1 – SO Montpellier D2 5:0 - FC Mulhouse CFA – AC Chaumont D2 1:0 - SO Cholet CFA – SO Châtellerault CFA 2:1 - Olympique Lyon D1 – AS Nancy D2 2:0 n. V. - FC Grenoble D2 – AS Monaco D1 4:3 n. V. - FC Gueugnon CFA – US Vésinet PH 3:1 n. V. - ESCN La Ciotat CFA – FC Sète CFA 2:0 - RC Lens D2 – Olympique Saint-Quentin CFA 3:0 - OSC Lille D2 – US Quevilly CFA 0:0 n. V., 1:0 - AC Cambrai CFA – FC Rouen D1 1:0 |

## Sechzehntelfinale
Spiele am 9., Wiederholungsmatches zwischen 16. und 26. Februar 1969
| - AC Évreux DH – RC Bollène DH 2:2 n. V., 1:1 n. V., 2:1 - Stade Saint-Germain CFA – ESCN La Ciotat CFA 1:1 n. V., 0:0 n. V., 2:1 - FC Gueugnon CFA – Stade Mont-de-Marsan CFA 2:0 - OGC Nizza D1 – AS Strasbourg CFA 1:1 n. V., 3:0 - Olympique Marseille D1 – Stade Rennes UC D1 3:2 n. V. - AS Saint-Étienne D1 – Stade Reims D2 1:0 - Red Star Paris D1 – EDS Montluçon CFA 2:1 n. V. - RC Strasbourg D1 – OSC Lille D2 1:1 n. V., 2:1 | - FC Metz D1 – Olympique Nîmes D2 5:2 - SCO Angers D2 – RC Lens D2 0:0 n. V., 3:1 - AS Angoulême D2 – Sporting Toulon D2 2:0 - Girondins Bordeaux D1 – FC Grenoble D2 2:1 - FC Mulhouse CFA – AS Aix D2 2:0 - Olympique Lyon D1 – US Valenciennes D1 3:1 - Racing Paris-Sedan D1 – FC Nantes D1 2:0 - AC Cambrai CFA – SO Cholet CFA 2:0 |

## Achtelfinale
Hinspiele am 2., Rückspiele am 9., Wiederholungsmatches am 18. März 1969
| - AC Évreux DH – Stade Saint-Germain CFA 0:1, 1:2 - FC Gueugnon CFA – OGC Nizza D1 2:3, 2:0 - AS Saint-Étienne D1 – Girondins Bordeaux D1 0:1, 2:2 - Red Star Paris D1 – Racing Paris-Sedan D1 3:2, 0:1, 1:3 | - FC Metz D1 – RC Strasbourg D1 2:0, 1:4 - SCO Angers D2 – Olympique Lyon D1 1:0, 1:2, 3:1 - AS Angoulême D2 – Olympique Marseille D1 3:3, 0:2 - AC Cambrai CFA – FC Mulhouse CFA 0:1, 0:1 |

## Viertelfinale
Hinspiele am 29./30. März, Rückspiele zwischen 5. und 9., Wiederholungsmatch am 19. April 1969
| - Stade Saint-Germain CFA – Olympique Marseille D1 0:2, 1:5 - FC Gueugnon CFA – SCO Angers D2 0:1, 1:2 | - RC Strasbourg D1 – Racing Paris-Sedan D1 1:0, 0:1 n. V., 2:3 - FC Mulhouse CFA – Girondins Bordeaux D1 0:2, 0:1 |

## Halbfinale
Hinspiele am 26. April, Rückspiele am 3./4. Mai 1969
| - SCO Angers D2 – Olympique Marseille D1 0:0, 1:2 | - Racing Paris-Sedan D1 – Girondins Bordeaux D1 0:0, 3:4 |

## Finale
Spiel am 18. Mai 1969 im Stade Olympique Yves-du-Manoir in Colombes vor 39.460 Zuschauern
- Olympique Marseille – Girondins Bordeaux 2:0 (0:0)

### Mannschaftsaufstellungen
Olympique Marseille: Jean-Paul Escale – Jean-Pierre Lopez, Jean-Louis Hodoul, Jules Zvunka, Jean Djorkaeff  – Jacques Novi, Jean-Pierre Destrumelle – Roger Magnusson, Joseph Yegba Maya, Joseph Bonnel, Hubert Guéniche
Trainer : Mario Zatelli
Girondins Bordeaux: Christian Montes – Gérard Papin, André Chorda, Bernard Baudet, Robert Péri – Guy Calléja , Claude Petyt – Jacques Simon, Carlos Ruiter, Félix Burdino (Didier Couécou, 65.), Édouard Wojciak
Trainer : „Jean-Pierre“ Bakrim
Schiedsrichter: Roger Machin (Nancy)

### Tore
1:0 Papin (82., Eigentor)

2:0 Yegba Maya (89.)

### Besondere Vorkommnisse
Die Endspielpaarung Marseille gegen Bordeaux gab es bis heute (2008) insgesamt vier Mal, nämlich außer 1943 und 1969 auch noch 1986 und 1987. Damit ist sie eine der häufigsten in der 91-jährigen Geschichte des Wettbewerbs; dabei gewannen beide Klubs je zweimal.
Olympiques „Zizou“ Bonnel hatte in jeder Runde des Wettbewerbs wenigstens einen Treffer erzielt, darunter auch das entscheidende 2:1 in der Schlussminute des Halbfinales gegen Angers; lediglich im Endspiel ging er leer aus.